# آوری (ایندیانا)
آوری (به انگلیسی: Avery) یک منطقهٔ مسکونی در ایالات متحده آمریکا است که در شهرستان کلینتون، ایندیانا واقع شده است. آوری ۲۶۷٫۹۲ متر بالاتر از سطح دریا واقع شده است.